# Quarteira
Quarteira est une paroisse civile (freguesia) côtière de la municipalité de Loulé, district de Faro en Algarve au Portugal.

## Description
Malgré l'influence très touristique de Vilamoura, ville huppée limitrophe de Quarteira, celle-ci possède encore des signes de son orientation vers la pêche. Elle possède un port relativement dédié aux bateaux de pèche, puisque les yacht et les voiliers s’amarrent au port de Vilamoura.
Sa plage de 2 km de long, détient des brise-lames (pour casser les vagues) ce qui permet d’avoir le drapeau presque toujours vert.
Le sable est souvent remonté du large vers la plage, puisque les vagues érodent les plages petit à petit. Le sable est fin certains jours et on y trouve de gros coquillages d'autres.
Quarteira détient une avenue longue d’environ 500 m, située en bord de mer, et entourée de la mer et de petits magasins. À partir de l’hôtel Don José, l’avenue est strictement interdite aux voitures (sauf aux riverains). Mais l’avenue qui va du Resaturante Rosa Branca à la praia do Caval Preto est fermée aux véhicules en général à partir de 20h environ. Sauf exception, la GNR et le petit train touristique ont le droit de circuler.
Les plages ne sont pas toutes publiques, une plage sur deux environ est privée.
Entre la plage et les habitations, on trouve des places de parking tout le long de l’avenue (sauf après hôtel Don José). Celles-ci ont été modifiés en 2013 pour disposer de plus de places, on a ôté les palmiers qui s’y trouvaient pour les mettre plus près de la mer.
Mercredi est le jour du marché.
Dans Quarteira on peut se déplacer grâce à l'Avenida Sa Carneiro, avenue pour les véhicules, doté de ronds-points et de places de parking sur les côtés.
Les jardins de Quarteira sont bien entretenus, sans compter sur les golfs, où les Anglais aiment se distraire durant l’automne quand la chaleur est plus supportable.
Le pic de tourisme à Quarteira, se situe en août, spécifiquement le 1er (Quand les Portugais se retrouvent en famille à la plage).